# Св. св. Константин и Елена (булевард във Варна)
 Тази статия е за булеварда във Варна.  За курорта в Варна вижте Св. св. Константин и Елена (курорт) .  
Вижте пояснителната страница за други значения на свети свети Константин и Елена.
Св. св. Константин и Елена е булевард на кв. „Виница“ на район „Приморски“ във Варна, който преминава през ул. „Цар Борис III“ и ул. „Свети Димитър Солунски“. През лятото на 2024 г. проливни дъждове нанесоха щети по булеварда. Община Варна направи спешен ремонт.